# Contre-la-montre masculin des moins de 23 ans aux championnats du monde de cyclisme sur route 2013
Navigation
Fauquemont 2012 Ponferrada 2014
Le contre-la-montre masculin des moins de 23 ans aux championnats du monde de cyclisme sur route 2013 a eu lieu le 23 septembre 2013 dans la région de la Toscane, en Italie.

## Classement
|                           | Coureur                     | Pays             |    | Temps          |
| ------------------------- | --------------------------- | ---------------- | -- | -------------- |
| Médaille d'or, monde      | Damien Howson               | Australie        | en | 49 min 49 s 97 |
| Médaille d'argent, monde  | Yoann Paillot               | France           | +  | 57 s 11        |
| Médaille de bronze, monde | Lasse Norman Hansen         | Danemark         |    | 1 min 10 s 13  |
| 4                         | Campbell Flakemore          | Australie        |    | 1 min 22 s 30  |
| 5                         | Lawson Craddock             | États-Unis       |    | 1 min 41 s 38  |
| 6                         | Stefan Küng                 | Suisse           |    | 1 min 46 s 75  |
| 7                         | Ryan Mullen                 | Irlande          |    | 1 min 47 s 09  |
| 8                         | Victor Campenaerts          | Belgique         |    | 1 min 47 s 71  |
| 9                         | Daniil Fominykh             | Kazakhstan       |    | 2 min 5 s 73   |
| 10                        | Eduardo Sepúlveda           | Argentine        |    | 2 min 10 s 55  |
| 11                        | Frederik Frison             | Belgique         |    | 2 min 31 s 55  |
| 12                        | Maximilian Schachmann       | Allemagne        |    | 2 min 32 s 73  |
| 13                        | Jasha Sütterlin             | Allemagne        |    | 2 min 37 s 44  |
| 14                        | Yves Lampaert               | Belgique         |    | 2 min 37 s 66  |
| 15                        | Marlen Zmorka               | Ukraine          |    | 2 min 39 s 11  |
| 16                        | Oleksandr Golovash          | Ukraine          |    | 2 min 40 s 52  |
| 17                        | Brayan Ramírez              | Colombie         |    | 2 min 41 s 73  |
| 18                        | Szymon Rekita               | Pologne          |    | 2 min 42 s 38  |
| 19                        | Alexander Evtushenko        | Russie           |    | 2 min 43 s 19  |
| 20                        | Rasmus Sterobo              | Danemark         |    | 2 min 49 s 11  |
| 21                        | Nathan Brown                | États-Unis       |    | 2 min 52 s 94  |
| 22                        | Marcus Fåglum               | Suède            |    | 3 min 2 s 58   |
| 23                        | Dylan van Baarle            | Pays-Bas         |    | 3 min 6 s 66   |
| 24                        | Łukasz Wiśniowski           | Pologne          |    | 3 min 7 s 38   |
| 25                        | Louis Meintjes              | Afrique du Sud   |    | 3 min 25 s 12  |
| 26                        | James Oram                  | Nouvelle-Zélande |    | 3 min 27 s 80  |
| 27                        | Viktor Manakov              | Russie           |    | 3 min 28 s 83  |
| 28                        | Marcus Christie             | Irlande          |    | 3 min 34 s 27  |
| 29                        | Davide Martinelli           | Italie           |    | 3 min 40 s 47  |
| 30                        | Alexis Gougeard             | France           |    | 3 min 41 s 44  |
| 31                        | Amund Grøndahl Jansen       | Norvège          |    | 3 min 52 s 36  |
| 32                        | Ioánnis Spanópoulos         | Grèce            |    | 3 min 54 s 18  |
| 33                        | Alexander Cataford          | Canada           |    | 4 min 5 s 51   |
| 34                        | Rafael Reis                 | Portugal         |    | 4 min 8 s 42   |
| 35                        | Bruno Maltar                | Croatie          |    | 4 min 14 s 58  |
| 36                        | Michael Vink                | Nouvelle-Zélande |    | 4 min 15 s 64  |
| 37                        | Mario González Salas        | Espagne          |    | 4 min 16 s 24  |
| 38                        | Felix Großschartner         | Autriche         |    | 4 min 19 s 18  |
| 39                        | Josef Černý                 | Tchéquie         |    | 4 min 19 s 51  |
| 40                        | Andžs Flaksis               | Lettonie         |    | 4 min 20 s 20  |
| 41                        | Truls Engen Korsæth         | Norvège          |    | 4 min 24 s 45  |
| 42                        | Zydrunas Savickas           | Lituanie         |    | 4 min 31 s 51  |
| 43                        | Gabriel Chavanne            | Suisse           |    | 4 min 45 s 37  |
| 44                        | Meron Teshome               | Érythrée         |    | 4 min 46 s 13  |
| 45                        | Daniel Turek                | Tchéquie         |    | 4 min 52 s 08  |
| 46                        | Zhandos Bizhigitov          | Kazakhstan       |    | 4 min 54 s 73  |
| 47                        | Andris Vosekalns            | Lettonie         |    | 4 min 58 s 36  |
| 48                        | Sjors Roosen                | Pays-Bas         |    | 4 min 59 s 89  |
| 49                        | Simone Antonini             | Italie           |    | 5 min 9 s 82   |
| 50                        | Tsgabu Grmay                | Éthiopie         |    | 5 min 15 s 41  |
| 51                        | Facundo Lezica              | Argentine        |    | 5 min 23 s 26  |
| 52                        | Viktor Okishev              | Kazakhstan       |    | 5 min 29 s 04  |
| 53                        | Endrik Puntso               | Estonie          |    | 5 min 40 s 33  |
| 54                        | Johannes Christoffel Nel    | Afrique du Sud   |    | 5 min 50 s 97  |
| 55                        | Matej Mohorič               | Slovénie         |    | 5 min 52 s 75  |
| 56                        | José Luis Rodríguez Aguilar | Chili            |    | 5 min 54 s 84  |
| 57                        | Mark Dzamastagic            | Slovénie         |    | 6 min 13 s 42  |
| 58                        | Carlos Quishpe              | Équateur         |    | 6 min 23 s 79  |
| 59                        | Ho Burr                     | Hong Kong        |    | 6 min 29 s 87  |
| 60                        | Mekseb Debesay              | Érythrée         |    | 6 min 43 s 26  |
| 61                        | Lukas Pöstlberger           | Autriche         |    | 6 min 47 s 43  |
| 62                        | Feritcan Şamlı              | Turquie          |    | 6 min 59 s 95  |
| 63                        | Eduard-Michael Grosu        | Roumanie         |    | 7 min 4 s 70   |
| 64                        | Zoltán Sipos                | Roumanie         |    | 7 min 7 s 12   |
| 65                        | Paulius Šiškevičius         | Lituanie         |    | 7 min 16 s 89  |
| 66                        | Ábel Kenyeres               | Hongrie          |    | 7 min 25 s 50  |
| 67                        | Mikel Iturria               | Espagne          |    | 7 min 31 s 24  |
| 68                        | Edison Bravo                | Chili            |    | 7 min 33 s 75  |
| 69                        | Oleg Sergeev                | Israël           |    | 8 min 15 s 99  |
| 70                        | Cristian Raileanu           | Moldavie         |    | 8 min 17 s 32  |
| 71                        | Adil Barbari                | Algérie          |    | 9 min 29 s 63  |
| 72                        | Adrián Alvarado             | Chili            |    | 9 min 55 s 63  |
| 73                        | Emiljano Stojku             | Albanie          |    | 10 min 28 s 89 |
| 74                        | Ilhan Celik                 | Turquie          |    | 12 min 14 s 74 |
| -                         | Juan Enrique Aldapa         | Mexique          |    | non-partant    |